# FIFA 13
FIFA 13 (còn gọi là FIFA Soccer 13 ở Bắc Mỹ) là phiên bản mới nhất của loạt trò chơi bóng đá FIFA của Electronic Arts. Nó được phát triển bởi EA Canada, một công ty con của Electronic Arts. Bản chơi thử của trò chơi được phát hành vào ngày 11 tháng 9 năm 2012, các đội chơi thử bao gồm: Borussia Dortmund, Manchester City, Juventus, AC Milan và Arsenal. Bản chơi thử đã lập kỷ lục khi được tải về 1.99 triệu lần trong vòng ba ngày. Trò chơi chính thức được phát hành vào tháng 9 năm 2012 ở hầu hết các khu vực, và tại Nhật Bản vào tháng 10. Phiên bản của Wii U được phát hành cùng với giao diện điều khiển vào ngày nó đước bán tại tất cả các khu vực trên thế giới.
Lionel Messi là người đầu tiên xuất hiện riêng lẻ trên một hộp bìa trò chơi FIFA phát hành tại Bắc Mỹ trong vòng 10 năm trở lại đây. Đây cũng là trò chơi đầu tiên không thấy Wayne Rooney xuất hiện trên trang bìa của phiên bản Anh kể từ khi FIFA 06 được phát hành. Hộp bìa phiên bản Anh của FIFA 13 bao gồm Lionel Messi, Alex Oxlade-Chamberlain và Joe Hart và sân vận động St James'Park, sân nhà của Newcastle United, ở phía sau.
FIFA 13 bao gồm các tính năng mới như chức năng điều khiển cảm ứng. Nhiều lễ kỷ niệm cũng được thêm vào như là một tính năng mới.

## Tính năng mới

### Các giải
Những mùa giải trong FIFA 13 được EA Sports đăng lên website chính thức của mình, EA gọi đây là "trò chơi bóng đá đích thực nhất trên hành tinh với 30 giải đấu tốt nhất thế giới". Tất cả các giải từ FIFA 12, cùng với giải Vô địch Quốc gia Ả Rập Saudi được đưa lần đầu tiên trong lịch sử.
Những giải mới được đưa vào FIFA được in đậm.

Bundesliga clubs Borussia Dortmund against Bayern Munich in FIFA 13

| - Úc / New Zealand - A-League - Áo - Bundesliga - Bỉ - Pro League - Brasil - Liga do Brasil (bản không có giấy phép của Campeonato Brasileiro Série A) - Đan Mạch - Superliga - Anh / Wales - Premier League - The Championship - League One - League Two - Pháp / Monaco - Ligue 1 - Ligue 2 - Đức - 1. Bundesliga - 2. Bundesliga - Italia - Serie A - Serie B (cùng với cả đội, áo đấu, logo tự thiết kế do không mua được bản quyền) - Hàn Quốc - K-League - Mexico - Liga MX | Tập tin:Borussia dortmund bayern munich fifa 13.jpgBundesliga clubs Borussia Dortmund against Bayern Munich in FIFA 13 - Hà Lan - Eredivisie - Na Uy - Tippeligaen - Ba Lan - Polska Liga (unlicensed version of Ekstraklasa) - Bồ Đào Nha - Primeira Liga (3 teams are unlicensed: Gil Vicente F.C. và Moreirense F.C. (fake names and badges) and Estoril Praia (fake badge)) - Republic of Ireland / Northern Ireland - Airtricity League - Nga - Premier League - Saudi Arabia - Professional League - Scotland - Premier League - Tây Ban Nha - Primera División - Segunda División - Thụy Điển - Allsvenskan - Thụy Sĩ - Super League - Hoa Kỳ / Canada - Major League Soccer |

### Nhóm còn lại
- AEK Athens
- Boca Juniors
- Galatasaray SK
- Kaizer Chiefs
- MLS All-Stars
- Olympiakos CFP
- Orlando Pirates
- Panathinaikos
- PAOK
- Racing Club
- Rangers
- River Plate
- Classic XI
- Adidas All Star Team
- World XI

### Đội tuyển quốc gia
Các đội in đậm là các đội lần đầu xuất hiện trong series.
| AFC (3 đội) - Ấn Độ - Hàn Quốc - Úc CAF (4 đội) - Cameroon - Bờ Biển Ngà - Ai Cập - Nam Phi CONCACAF (2 đội) - México - Hoa Kỳ CONMEBOL (10 đội) - Argentina - Bolivia - Brasil - Chile - Colombia - Ecuador - Paraguay * - Perú - Uruguay - Venezuela * OFC (1 đội) - New Zealand | UEFA (26 đội) - Áo - Bỉ - Bulgaria - Cộng hòa Séc - Đan Mạch - Anh - Phần Lan - Pháp - Đức - Hy Lạp - Hungary - Cộng hòa Ireland - Ý - Hà Lan - Bắc Ireland - Na Uy - Ba Lan - Bồ Đào Nha - România - Nga - Scotland - Slovenia - Thụy Điển - Thụy Sĩ - Thổ Nhĩ Kỳ |

* = Đội hình xuất phát gồm cầu thủ tưởng tượng

### Sân vân động

#### Các sân vận động có thật
| Quốc gia                       | Tên                                 | Câu lạc bộ                     |
| ------------------------------ | ----------------------------------- | ------------------------------ |
| Canada                         | BC Place                            | Vancouver Whitecaps            |
| Anh                            | Anfield                             | Liverpool                      |
| Anh                            | Sân vận động Emirates               | Arsenal                        |
| Anh                            | Etihad                              | Manchester City                |
| Anh                            | Old Trafford                        | Manchester United              |
| Anh                            | St. James' Park                     | Newcastle United               |
| Anh                            | Stamford Bridge                     | Chelsea                        |
| Anh                            | Sân vận động Wembley                | Đội tuyển bóng đá quốc gia Anh |
| Anh                            | White Hart Lane                     | Tottenham Hotspur              |
| Pháp                           | Sân vận động Công viên các Hoàng tử | Paris Saint-Germain F.C.       |
| Pháp                           | Stade de Gerland                    | Olympique Lyonnais             |
| Pháp                           | Sân vận động Vélodrome              | Olympique de Marseille         |
| Đức                            | Allianz Arena                       | FC Bayern Munich               |
| Đức                            | Allianz Arena                       | 1860 Munich                    |
| Đức                            | Imtech Arena                        | Hamburger SV                   |
| Đức                            | Sân vận động Olympic                | Hertha BSC                     |
| Đức                            | Signal Iduna Park                   | Borussia Dortmund              |
| Đức                            | Veltins-Arena                       | Schalke 04                     |
| Ý                              | Sân vận động Juventus               | Juventus                       |
| Ý                              | San Siro                            | A.C. Milan                     |
| Ý                              | San Siro                            | Inter Milan                    |
| Ý                              | Sân vận động Olimpico               | Lazio                          |
| Ý                              | Sân vận động Olimpico               | Roma                           |
| México                         | Azteca                              | Club América                   |
| México                         | Azteca                              | México                         |
| Hà Lan                         | Amsterdam Arena                     | Ajax                           |
| Hà Lan                         | Amsterdam Arena                     | Hà Lan                         |
| Ả Rập Xê Út                    | Sân vận động Quốc tế Nhà vua Fahd   | Al Hilal                       |
| Ả Rập Xê Út                    | Sân vận động Quốc tế Nhà vua Fahd   | Al Shabab                      |
| Ả Rập Xê Út                    | Sân vận động Quốc tế Nhà vua Fahd   | Al Nassr                       |
| Tây Ban Nha                    |                                     |                                |
| Sân vận động Santiago Bernabéu | Real Madrid                         |                                |
| Sân vận động Vicente Calderón  | Atlético Madrid                     |                                |
| Sân vận động Mestalla          | Valencia                            |                                |

#### Các sân vận động tự tạo
- Akaaroa Stadium
- Aloha ParkArtes
- Estadio del Pueblo
- Euro Park
- FIWC Stadium (PS3 only)
- Forest Park Stadium
- Ivy LaneArena
- Pratelstvi Arena
- Sanderson Park
- Stade Kokoto
- Moldy road
- O Dromo
- Olimpico
- Stade Municipal
- Stadio Comunale
- Stadion 23. Maj
- Stadion Europa
- Stadion Hanguk
- Stadion Neder
- Stadion Olympic
- Town Park
- Union Park Stadium

### Ca khúc
Các ca khúc chính thức được sử dụng cho FIFA 13 được tiết lộ ngày 6 tháng 9 năm 2012. Dưới đây là danh sách 50 ca khúc được sử dụng trong trò chơi cùng với tên của ca sĩ.
| Track listing | Track listing              | Track listing                     | Track listing |
| STT           | Nhan đề                    | Artist                            | Thời lượng    |
| ------------- | -------------------------- | --------------------------------- | ------------- |
| 1.            | "Get Away with It"         | Animal Kingdom                    |               |
| 2.            | "Mark IV"                  | Ashtar Command feat. Joshua Radin |               |
| 3.            | "Panda"                    | Astro                             |               |
| 4.            | "If So"                    | Atlas Genius                      |               |
| 5.            | "Feud"                     | Band of Horses                    |               |
| 6.            | "Weight of Living, Part 2" | Bastille                          |               |
| 7.            | "We Are Not Good People"   | Bloc Party                        |               |
| 8.            | "Outta My Mind"            | Cali                              |               |
| 9.            | "Us Against the World"     | Clement Marfo & The Frontline     |               |
| 10.           | "Follow"                   | Crystal Fighters                  |               |
| 11.           | "Professional Griefers"    | deadmau5 feat. Gerard Way         |               |
| 12.           | "Hail Bop"                 | Django Django                     |               |
| 13.           | "Get Out While You Can"    | Duologue                          |               |
| 14.           | "TeKKno Scene"             | Elliphant feat. Adam Kanyama      |               |
| 15.           | "Got That Fire (Oh La Ha)" | Featurecast feat. Pugs Atomz      |               |
| 16.           | "Spark"                    | Fitz and The Tantrums             |               |
| 17.           | "Let It Roll, Part 2"      | Flo Rida feat. Lil Wayne          |               |
| 18.           | "See the Light"            | Foreign Beggars & Bare Noize      |               |
| 19.           | "Bliss Out"                | Hadouken!                         |               |
| 20.           | "On Top of the World"      | Imagine Dragons                   |               |
| 21.           | "What Love"                | Jagwar Ma                         |               |
| 22.           | "You're A Animal"          | Jonathan Boulet                   |               |
| 23.           | "Club Foot"                | Kasabian                          |               |
| 24.           | "Come into My Head"        | Kimbra                            |               |
| 25.           | "G#"                       | Kitten                            |               |
| 26.           | "Eure Mädchen"             | Kraftklub                         |               |
| 27.           | "Black White & Blue"       | Ladyhawke                         |               |
| 28.           | "Finale"                   | Madeon                            |               |
| 29.           | "Searchin"                 | Matisyahu                         |               |
| 30.           | "Speed the Collapse"       | Metric                            |               |
| 31.           | "Paddling Out"             | Miike Snow                        |               |
| 32.           | "I'll Be Alright"          | Passion Pit                       |               |
| 33.           | "Sweet Sipping Soda"       | Reptar                            |               |
| 34.           | "Shine the Light"          | Reverend and The Makers           |               |
| 35.           | "Fly or Die"               | Rock Mafia                        |               |
| 36.           | "Goldrushed"               | The Royal Concept                 |               |
| 37.           | "Wild"                     | Royal Teeth                       |               |
| 38.           | "Big Mouth"                | Santigold                         |               |
| 39.           | "September"                | St. Lucia                         |               |
| 40.           | "Jungles"                  | Stepdad                           |               |
| 41.           | "Champion"                 | The Chevin                        |               |
| 42.           | "Saturday"                 | The Enemy                         |               |
| 43.           | "Don't Say Nothing"        | The Heavy                         |               |
| 44.           | "Ghosts"                   | The Presets                       |               |
| 45.           | "Sleep Alone"              | Two Door Cinema Club              |               |
| 46.           | "Quesadilla"               | Walk the Moon                     |               |
| 47.           | "Blur"                     | Wretch 32                         |               |
| 48.           | "We Come Running"          | Youngblood Hawke                  |               |
| 49.           | "Rain of Gold"             | Young Empires                     |               |
| 50.           | "Past 2"                   | Zemaria                           |               |